# Lijst van burgemeesters van Venhuizen
Dit is een lijst van burgemeesters van de voormalige Nederlandse gemeente Venhuizen die ontstond op 1 januari 1812 en op 1 januari 2006 is opgegaan in de gemeente Drechterland.
| Ambtsperiode | Naam burgemeester          | Partij of stroming | Bijzonderheden                              |
| ------------ | -------------------------- | ------------------ | ------------------------------------------- |
| 1812 - 1827  | Wouter Smit                |                    | maire en later schout                       |
| 1827 - 1837? | Pieter Vriend              |                    |                                             |
| 1837 - 1859  | Klaas (K.) Hoek Pz.        |                    |                                             |
| 1859 - 1872? | Pieter Hoek Kz.            |                    |                                             |
| 1873 - 1876  | W. Zee                     |                    |                                             |
| 1876 - 1882  | Johannes Cornelis Hamakers |                    |                                             |
| 1882 - 1892  | P. Winkel Kz.              |                    |                                             |
| 1892 - 1916  | C. Vis                     |                    |                                             |
| 1916 - 1933  | Jan Zijp Kzn.              |                    |                                             |
| 1933 - 1968  | Hendrik Marten Honijk      |                    |                                             |
| 1968 - 1978  | Jo (J.A.) Engelvaart       | PvdA               |                                             |
| 1979 - 1986  | Koos (J.M.) Schouwenaar    | VVD                |                                             |
| 1986 - 2000  | Aad (A.J.) Vlaar           | CDA                |                                             |
| 2000 - 2005  | Roy (K.L.R.) Ho Ten Soeng  | CDA                | later waarnemend burgemeester van Medemblik |